# Cantón de Allonnes (Sarthe)
El cantón de Allonnes era una división administrativa francesa, que estaba situada en el departamento de Sarthe y la región de Países del Loira.

## Composición
El cantón estaba formado por seis comunas:
- Allonnes
- Chaufour-Notre-Dame
- Fay
- Pruillé-le-Chétif
- Rouillon
- Saint-Georges-du-Bois

## Supresión del cantón de Allonnes
En aplicación del Decreto n.º 2014-234 de 24 de febrero de 2014, el cantón de Allonnes fue suprimido el 22 de marzo de 2015 y sus 6 comunas pasaron a formar parte; cinco del nuevo cantón de Le Mans-7 y una del nuevo cantón de Le Mans-1.